# Lista över fornlämningar i Nyköpings kommun (Sättersta)
Lista över fornlämningar i Nyköpings kommun (Sättersta) är en förteckning av ett urval av de fornlämningar som finns i Sättersta i Nyköpings kommun.
| Namn                            | Lämningstyp                 | Tillkomsttid | Historisk indelning     | Plats | Läge                 | ID-nr          | Bild                                      |
| ------------------------------- | --------------------------- | ------------ | ----------------------- | ----- | -------------------- | -------------- | ----------------------------------------- |
| Sättersta 1:1                   | Gravfält                    |              | Sättersta, Södermanland |       | 58.875395, 17.242460 | 10037300010001 | Ladda upp en bild av detta fornminne      |
| Sättersta 2:1                   | Gravfält                    |              | Sättersta, Södermanland |       | 58.876783, 17.241713 | 10037300020001 | Ladda upp en bild av detta fornminne      |
| Sättersta 4:1                   | Stensättning                |              | Sättersta, Södermanland |       | 58.877490, 17.243542 | 10037300040001 | Ladda upp en bild av detta fornminne      |
| Sättersta 5:1                   | Stensättning                |              | Sättersta, Södermanland |       | 58.878512, 17.244399 | 10037300050001 | Ladda upp en bild av detta fornminne      |
| Sättersta 5:2                   | Stensättning                |              | Sättersta, Södermanland |       | 58.878227, 17.244227 | 10037300050002 | Ladda upp en bild av detta fornminne      |
| Sättersta 6:1                   | Gravfält                    |              | Sättersta, Södermanland |       | 58.879369, 17.253128 | 10037300060001 | Ladda upp en bild av detta fornminne      |
| Sättersta 7:1                   | Stensättning                |              | Sättersta, Södermanland |       | 58.882458, 17.256238 | 10037300070001 | Ladda upp en bild av detta fornminne      |
| Sättersta 8:1                   | Gravfält                    |              | Sättersta, Södermanland |       | 58.882566, 17.257701 | 10037300080001 | Ladda upp en bild av detta fornminne      |
| Sättersta 9:1                   | Röse                        |              | Sättersta, Södermanland |       | 58.882190, 17.260162 | 10037300090001 | Ladda upp en bild av detta fornminne      |
| Sö 171 (Sättersta 11:1)         | Runristning                 |              | Sättersta, Södermanland | Esta  | 58.888661, 17.253149 | 10037300110001 | Ladda upp en till bild av detta fornminne |
| Sättersta 12:1                  | Gravfält                    |              | Sättersta, Södermanland |       | 58.898874, 17.278842 | 10037300120001 | Ladda upp en bild av detta fornminne      |
| Sättersta 13:1                  | Stensättning                |              | Sättersta, Södermanland |       | 58.905104, 17.237401 | 10037300130001 | Ladda upp en bild av detta fornminne      |
| Sättersta 13:2                  | Stensättning                |              | Sättersta, Södermanland |       | 58.904858, 17.237461 | 10037300130002 | Ladda upp en bild av detta fornminne      |
| Sättersta 14:1                  | Stensättning                |              | Sättersta, Södermanland |       | 58.896919, 17.249422 | 10037300140001 | Ladda upp en bild av detta fornminne      |
| Sättersta 19:1                  | Gravfält                    |              | Sättersta, Södermanland |       | 58.876812, 17.233309 | 10037300190001 | Ladda upp en bild av detta fornminne      |
| Sättersta 20:1                  | Gravfält                    |              | Sättersta, Södermanland |       | 58.873948, 17.230387 | 10037300200001 | Ladda upp en bild av detta fornminne      |
| Hamnstadberget (Sättersta 21:1) | Fornborg                    |              | Sättersta, Södermanland |       | 58.874414, 17.226399 | 10037300210001 | Ladda upp en bild av detta fornminne      |
| Sättersta 23:1                  | Stensättning                |              | Sättersta, Södermanland |       | 58.881863, 17.228313 | 10037300230001 | Ladda upp en bild av detta fornminne      |
| Sättersta 24:1                  | Stensättning                |              | Sättersta, Södermanland |       | 58.886979, 17.215237 | 10037300240001 | Ladda upp en bild av detta fornminne      |
| Sättersta 24:2                  | Stensättning                |              | Sättersta, Södermanland |       | 58.886844, 17.215175 | 10037300240002 | Ladda upp en bild av detta fornminne      |
| Sättersta 27:1                  | Stensättning                |              | Sättersta, Södermanland |       | 58.894433, 17.217126 | 10037300270001 | Ladda upp en bild av detta fornminne      |
| Sättersta 28:1                  | Stensättning                |              | Sättersta, Södermanland |       | 58.893726, 17.220745 | 10037300280001 | Ladda upp en bild av detta fornminne      |
| Sättersta 29:1                  | Gravfält                    |              | Sättersta, Södermanland |       | 58.892352, 17.228972 | 10037300290001 | Ladda upp en bild av detta fornminne      |
| Sättersta 31:1                  | Hög                         |              | Sättersta, Södermanland |       | 58.893706, 17.232114 | 10037300310001 | Ladda upp en bild av detta fornminne      |
| Sättersta 32:1                  | Stensättning                |              | Sättersta, Södermanland |       | 58.897954, 17.223456 | 10037300320001 | Ladda upp en bild av detta fornminne      |
| Sättersta 33:1                  | Stensättning                |              | Sättersta, Södermanland |       | 58.898620, 17.232135 | 10037300330001 | Ladda upp en bild av detta fornminne      |
| Sättersta 33:2                  | Stensättning                |              | Sättersta, Södermanland |       | 58.898511, 17.232381 | 10037300330002 | Ladda upp en bild av detta fornminne      |
| Sättersta 34:1                  | Gravfält                    |              | Sättersta, Södermanland |       | 58.904767, 17.232523 | 10037300340001 | Ladda upp en bild av detta fornminne      |
| Sättersta 35:1                  | Fornborg                    |              | Sättersta, Södermanland |       | 58.884747, 17.255731 | 10037300350001 | Ladda upp en bild av detta fornminne      |
| Sättersta 36:1                  | Gravfält                    |              | Sättersta, Södermanland |       | 58.900586, 17.242014 | 10037300360001 | Ladda upp en bild av detta fornminne      |
| Sättersta 43:1                  | Stensättning                |              | Sättersta, Södermanland |       | 58.893731, 17.215331 | 10037300430001 | Ladda upp en bild av detta fornminne      |
| Sättersta 47:1                  | Stensättning                |              | Sättersta, Södermanland |       | 58.901386, 17.281318 | 10037300470001 | Ladda upp en bild av detta fornminne      |
| Sättersta 47:2                  | Stensättning                |              | Sättersta, Södermanland |       | 58.901655, 17.281447 | 10037300470002 | Ladda upp en bild av detta fornminne      |
| Sättersta 50:1                  | Stensättning                |              | Sättersta, Södermanland |       | 58.893117, 17.252021 | 10037300500001 | Ladda upp en bild av detta fornminne      |
| Sättersta 50:2                  | Stensättning                |              | Sättersta, Södermanland |       | 58.893519, 17.251766 | 10037300500002 | Ladda upp en bild av detta fornminne      |
| Sättersta 50:3                  | Stensättning                |              | Sättersta, Södermanland |       | 58.893636, 17.251771 | 10037300500003 | Ladda upp en bild av detta fornminne      |
| Sättersta 56:1                  | Stensättning                |              | Sättersta, Södermanland |       | 58.898877, 17.242648 | 10037300560001 | Ladda upp en bild av detta fornminne      |
| Sättersta 56:2                  | Stensättning                |              | Sättersta, Södermanland |       | 58.899312, 17.243008 | 10037300560002 | Ladda upp en bild av detta fornminne      |
| Sättersta 57:1                  | Grav- och boplatsområde     |              | Sättersta, Södermanland |       | 58.897127, 17.278337 | 10037300570001 | Ladda upp en bild av detta fornminne      |
| Sättersta 58:1                  | Stensättning                |              | Sättersta, Södermanland |       | 58.900775, 17.279259 | 10037300580001 | Ladda upp en bild av detta fornminne      |
| Sättersta 60:1                  | Stensättning                |              | Sättersta, Södermanland |       | 58.901815, 17.282799 | 10037300600001 | Ladda upp en bild av detta fornminne      |
| Sättersta 66:1                  | Stensättning                |              | Sättersta, Södermanland |       | 58.902759, 17.239382 | 10037300660001 | Ladda upp en bild av detta fornminne      |
| Sättersta 67:1                  | Stensättning                |              | Sättersta, Södermanland |       | 58.904345, 17.239490 | 10037300670001 | Ladda upp en bild av detta fornminne      |
| Sättersta 70:1                  | Stensättning                |              | Sättersta, Södermanland |       | 58.875773, 17.243495 | 10037300700001 | Ladda upp en bild av detta fornminne      |
| Sättersta 71:1                  | Stensättning                |              | Sättersta, Södermanland |       | 58.878368, 17.246126 | 10037300710001 | Ladda upp en bild av detta fornminne      |
| Sättersta 73:1                  | Stensättning                |              | Sättersta, Södermanland |       | 58.876047, 17.241480 | 10037300730001 | Ladda upp en bild av detta fornminne      |
| Sättersta 74:1                  | Gravfält                    |              | Sättersta, Södermanland |       | 58.872257, 17.235187 | 10037300740001 | Ladda upp en bild av detta fornminne      |
| Sättersta 76:1                  | Stensättning                |              | Sättersta, Södermanland |       | 58.878159, 17.223450 | 10037300760001 | Ladda upp en bild av detta fornminne      |
| Sättersta 77:1                  | Stensättning                |              | Sättersta, Södermanland |       | 58.885228, 17.218957 | 10037300770001 | Ladda upp en bild av detta fornminne      |
| Sättersta 89:1                  | Stensättning                |              | Sättersta, Södermanland |       | 58.898094, 17.233146 | 10037300890001 | Ladda upp en bild av detta fornminne      |
| Sättersta 89:2                  | Stensättning                |              | Sättersta, Södermanland |       | 58.897955, 17.233056 | 10037300890002 | Ladda upp en bild av detta fornminne      |
| Sättersta 89:3                  | Stensättning                |              | Sättersta, Södermanland |       | 58.897692, 17.232441 | 10037300890003 | Ladda upp en bild av detta fornminne      |
| Sättersta 90:1                  | Stensättning                |              | Sättersta, Södermanland |       | 58.897219, 17.231286 | 10037300900001 | Ladda upp en bild av detta fornminne      |
| Sättersta 93:1                  | Stensättning                |              | Sättersta, Södermanland |       | 58.904044, 17.234694 | 10037300930001 | Ladda upp en bild av detta fornminne      |
| Sättersta 100:1                 | Stensättning                |              | Sättersta, Södermanland |       | 58.883957, 17.224927 | 10037301000001 | Ladda upp en bild av detta fornminne      |
| Sättersta 100:2                 | Grav markerad av sten/block |              | Sättersta, Södermanland |       | 58.883848, 17.225008 | 10037301000002 | Ladda upp en bild av detta fornminne      |
| Sättersta 114                   | Hällristning                |              | Sättersta, Södermanland |       | 58.881836, 17.228125 | 12000000093270 | Ladda upp en bild av detta fornminne      |
| Tystberga 223:1                 | Stensättning                |              | Sättersta, Södermanland |       | 58.870367, 17.215491 | 10038202230001 | Ladda upp en bild av detta fornminne      |